# Baxodirjon Sultonov
Baxodirjon Sultonov (1985. január 15.) üzbég ökölvívó.

## Eredményei
- 2002-ben junior világbajnok harmatsúlyban.
- 2003-ban  bronzérmes a világbajnokságon harmatsúlyban.
- 2004-ben bronzérmes az olimpián harmatsúlyban.
- 2006-ban aranyérmes pehelysúlyban a dohai Ázsiai Játékokon.
- 2007-ben a világbajnokságon a nyolcaddöntőben 24:9 arányú pontozásos vereséget szenvedett a későbbi bajnok orosz Albert Szelimovtól.
- 2009-ben bronzérmes a világbajnokságon pehelysúlyban.